# Gandalf (musicien)
Pour les articles homonymes, voir Gandalf (homonymie).
 (février 2021).
Si vous disposez d'ouvrages ou d'articles de référence ou si vous connaissez des sites web de qualité traitant du thème abordé ici, merci de compléter l'article en donnant les références utiles à sa vérifiabilité et en les liant à la section « Notes et références ».
Gandalf, de son vrai nom Heinz Strobl, né le 4 décembre 1952 à Pressbaum en Autriche, est un compositeur new age.

## Biographie
Gandalf joue une grande variété d'instruments, dont des guitares, synthétiseurs et sitar. Il inclut des sons électroniques dans sa musique. Sa musique comporte des influences de la musique à travers le monde. 
Il sort son premier album Journey to an Imaginary Land le 17 mars 1981, et son second Visions près d'un an plus tard, le 16 mars 1982. Il est devenu l'un des musiciens internationaux les plus connus d'Autriche[réf. nécessaire].

## Discographie
- 1981 : Journey to an Imaginary Land
- 1982 : Visions
- 1983 : To Another Horizon
- 1983 : More Than Just a Seagull
- 1983 : Magic Theatre
- 1984 : Tale from a Long Forgotten Kingdom
- 1986 : The Shining (avec Galadriel)
- 1987 : The Universal Play
- 1987 : From Source to Sea
- 1987 : Fantasia - The Best of
- 1989 : Invisible Power
- 1990 : Labyrinth (Soundtrack)
- 1990 : Symphonic Landscapes
- 1991 : Reflection (1986-1990)
- 1992 : Gallery of Dreams
  - 1. Face In The Mirror (4:46)
  - 2. Willoman-Watcher Of The Waters (4:46)
  - 3. Alone Again (1:53)
  - 4. Between Different Worlds (5:54)
  - 5. Another Dream (3:16)
  - 6. Song Of The Unicorn (4:23)
  - 7. Winged Shadows (6:35)
  - 8. Choir Of Elves (2:35)
  - 9. Lady Of The Golden Forest (6:24)
  - 10. Hand In Hand (2:47)
  - 11. Gallery Of Dreams (6:34)
  - 12. Field Of Eternal Harmony (4:19)
  - 13. End Of The Rainbow (2:31)
- 1992 : The Stones of Wisdom
- 1994 : To Our Children's Children
- 1994 : Colours of the Earth
- 1995 : Echoes from Ancient Dreams
- 1996 : Gates to Secret Realities
- 1997 : Barakaya: Trees Water Life
- 1999 : Into the Light
- 1999 : Samsara
- 2000 : Visions 2001
- 2002 : The Fountain of Secrets
- 2003 : Between Earth and Sky
- 2004 : Colors of a New Dawn
- 2005 : Der Prophet
- 2006 : Sacred River
- 2007 : Lotus Land
- 2008 : Live in Vienna
- 2009 : Sanctuary
- 2011 : Earthsong and Stardance
- 2016 :  All is one, one is all